# Mohammed Omar
Mulla Mohammed Omar Akhund (pashto: ملا محمد عمر), ofta kallad endast Mulla Omar, troligen född 1960 i Nodeh nära Kandahar, död 23 april 2013 i provinsen Zabul, var den högste ledaren för talibanrörelsen och ledare för det utropade, men ej internationellt erkända, Islamiska emiratet Afghanistan från 1996 till talibanregimens fall 2001. Han var pashtun. 
Sedan den amerikanska interventionen 2001 var han en av de mest eftersökta av de amerikanska myndigheterna för att ha härbärgerat Usama bin Ladin och dennes terroristorganisation al-Qaida. Omar ansågs hålla sig gömd i Pakistan sedan sitt fall år 2001. Senare har det dock framkommit att han höll sig gömd i bl.a Zabul-provinsen inne i Afghanistan och därifrån gav order om talibanernas operationer. 
Trots sin tidigare politiska rang och höga status på listor över världens mest efterspanade terrorister är inte mycket känt om honom. Endast ett fåtal av talibanrörelsens högsta ledare träffade honom. Under sin regeringstid som "emir" i Afghanistan lämnade Omar sällan Kandahar och träffade sällan icke-muslimer. Det mesta av kontakten mellan regimen och resten av världen gick via utrikesministern Wakil Ahmed Muttawakil. Den 29 juli 2015 uppgavs Omar ha avlidit på ett sjukhus i Pakistan i april 2013, enligt afghanska regeringskällor. Även talibanerna själva har bekräftat dödsfallet. Enligt talibankällor i Qatar avled Omar den 23 april 2013.